# 清江文庙
清江文庙，位于江苏省淮安市清浦区，是中华人民共和国江苏省文物保护单位之一。
2002年10月22日，授予江苏省文物保护单位，是一座古建筑。